# Sarah Drew
Sarah Drew (ur. 1 października 1980 w Nowym Jorku) – amerykańska aktorka filmowa i telewizyjna. Występowała w roli dr April Kepner w serialu Chirurdzy.

## Życiorys
Sarah Drew urodziła się na Long Island. Jej matka Jeannie pracuje w Riverdale Country School w Bronksie, natomiast ojciec Rev Charles jest pastorem prezbiteriańskiego kościoła w Nowym Jorku. W 2002 uzyskała tytuł licencjacki na University of Virginia.
Jeszcze będąc w liceum, podkładała głos w serialu Daria. Profesjonalną karierę teatralną, rozpoczęła główną rolą w Romeo i Julii. Jej debiutem na dużym ekranie okazał się film Radio.

## Życie prywatne
W 2002 roku wyszła za mąż za Petera Lanfera. Jej kuzynem jest aktor Benjamin McKenzie.

## Filmografia
- Daria (1997-2001) jako Stacy Rowe
- Radio (2003) jako Mary Helen Jones
- Everwood (2004-2006) jako Hannah Rogers
- Nieudacznik (2005) jako Serena
- Amerykańskie rozgrywki (2007) jako Katie Burrell
- Paróweczki (2008) jako Karen
  - Supernatural (2009) jako uczennica, koleżanka Gary'ego
- Mad Men (2008-2009) jako Kitty Romano
- Castle (2009) jako niania
- Chirurdzy (2009-2018) jako April Kepner
- Wychodne mamusiek (Moms' night out, 2014) jako Allyson